# 亓官姓
亓官姓為漢字複姓。亓官姓的來源是來自一個周朝專門掌管「丌」的官名，「丌」通「笄」，是「其」的古字，笄是指古代一種夾住頭髮的東西，用途類似今日的髮夾，但是要等到十五歲的一個禮儀之後才能使用，故有「及笄之年」這個成語，而丌官是負責管理這個禮儀的官員，子孫便以此為姓，因「丌」、「亓」古時相通，後來演變成「亓官」為姓。